# 情報システム学会
一般社団法人情報システム学会（じょうほうシステムがっかい、ISSJ: Information Systems Society of Japan）は日本の、情報システム学を扱う学会。浦昭二主宰のHIS研究会を発展的に継承して2005年4月に設立され、2010年7月に任意団体から一般社団法人に移行した。日本学術会議協力学術研究団体。

## 概要
情報システム学会としては、情報システム、および、情報システム学（詳細はリンク先記事を参照）について、「情報システム学会での“情報システム”の捉え方」によれば、次のように捉えているという。すなわち、「人間活動を含む社会的なシステム」で「豊かな情報空間をもたら」すものであり、「単なるコンピュータ応用システムでは」なく、「人間の情報行動を支え，発展に寄与するもの」で、「組織活動に柔軟と革命を与えるもの」とある。すなわち、語義的には「情報システム」に含まれるもののうちから「単なるコンピュータ応用システム」を除いて、さらに、以上のようないくつかの要件を満たすものが、情報システム学会のいう「情報システム」であり、また、情報システム学会が対象とする「情報システム学」である、ということになる。
以上のような定義を満たす、「豊かな情報社会を実現するための人間中心の情報システム学」の確立を目指し、システム開発の実務家と学術研究者が協力して、研究と実践応用を推進している。

## 刊行物
- 『情報システム学会誌』

英名: Journal of Information Systems Society of Japan (JISSJ)
- 情報システム学会 メールマガジン　毎月25日頃に発刊（12月号のみ1月1日）

## 歴代会長
1. 北城恪太郎（2005年度 - 2008年度）
2. 竹並輝之（2009年度 - 2010年度）
3. 杉野隆（2011年度 - 2012年度）
4. 伊藤重隆（2013年度 - 2019年度）
5. 山口高平（2019年度 - ）